# Saint-Aubin (Landes)
Pour les articles homonymes, voir Saint-Aubin.
Saint-Aubin est une commune française située dans le département des Landes en région Nouvelle-Aquitaine.

## Géographie

### Communes limitrophes
Les communes limitrophes sont Hauriet, Caupenne, Lahosse, Larbey, Maylis, Montaut et Mugron.
| Mugron   |             | Hauriet |
| Lahosse  | Saint-Aubin | Montaut |
| Caupenne | Larbey      | Maylis  |

### Hydrographie
La Gouaougue, affluent droit du Louts, conflue sur la commune.

### Climat
Pour des articles plus généraux, voir Climat de la Nouvelle-Aquitaine et Climat des Landes.
Historiquement, la commune est exposée à un climat océanique aquitain.  
En 2020, Météo-France publie une typologie des climats de la France métropolitaine dans laquelle la commune est exposée à un climat océanique et est dans la région climatique  Aquitaine, Gascogne, caractérisée par une pluviométrie abondante au printemps, modérée en automne, un faible ensoleillement au printemps, un été chaud (19,5 °C), des vents faibles, des brouillards fréquents en automne et en hiver et des orages fréquents en été (15 à 20 jours).
Pour la période 1971-2000, la température annuelle moyenne est de 13,5 °C, avec une amplitude thermique annuelle de 14,2 °C. Le cumul annuel moyen de précipitations est de 1 129 mm, avec 11,5 jours de précipitations en janvier et 7,7 jours en juillet. Pour la période 1991-2020, la température moyenne annuelle observée sur la station météorologique la plus proche, située sur la commune de Bégaar à 18 km à vol d'oiseau, est de 13,8 °C et le cumul annuel moyen de précipitations est de 1 114,1 mm,. Pour l'avenir, les paramètres climatiques de la commune estimés pour 2050 selon différents scénarios d’émission de gaz à effet de serre sont consultables sur un site dédié publié par Météo-France en novembre 2022.

## Urbanisme

### Typologie
Au 1er janvier 2024, Saint-Aubin est catégorisée commune rurale à habitat dispersé, selon la nouvelle grille communale de densité à sept niveaux définie par l'Insee en 2022.
Elle est située hors unité urbaine et hors attraction des villes,.

### Occupation des sols

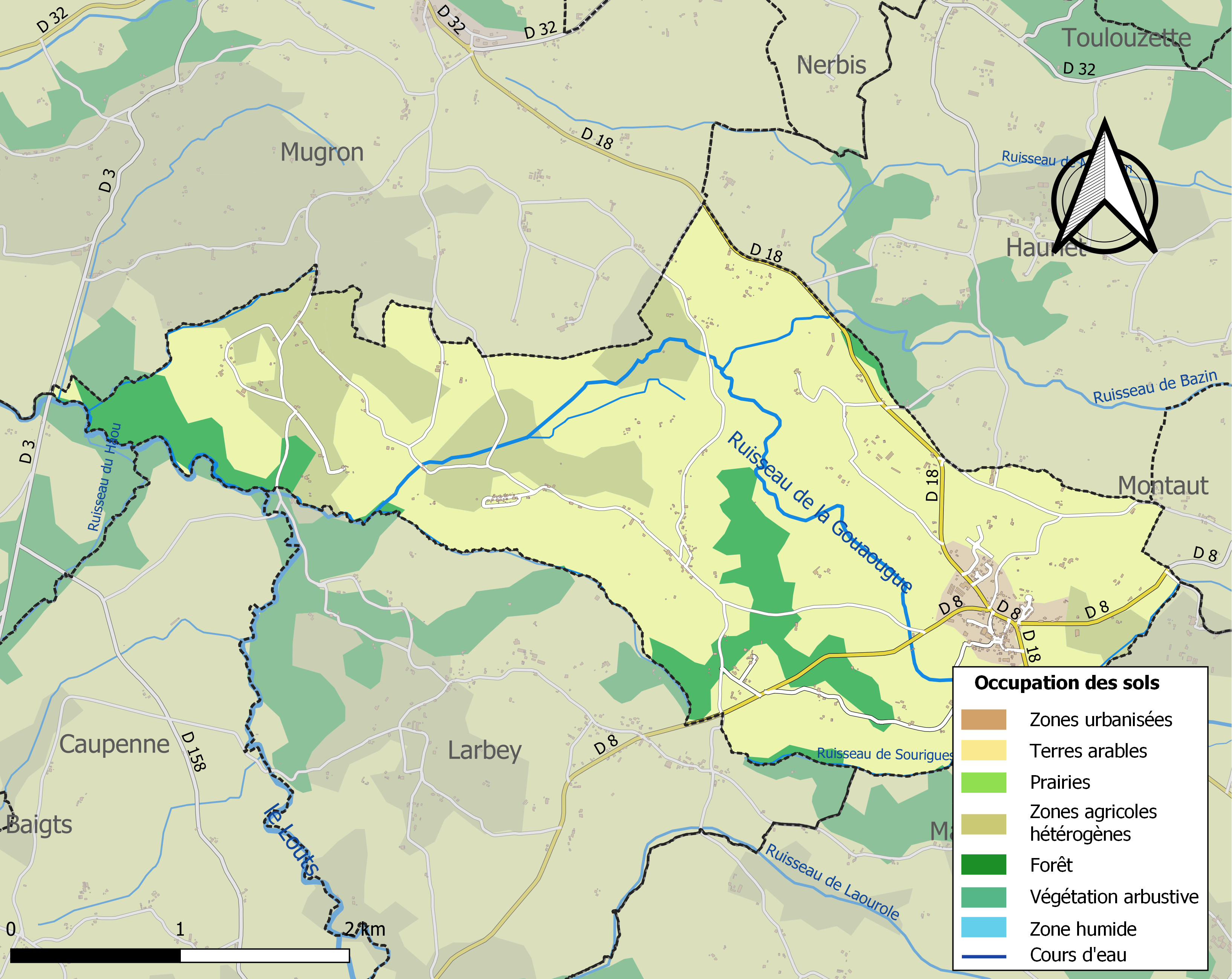
Carte des infrastructures et de l'occupation des sols de la commune en 2018 (CLC).

L'occupation des sols de la commune, telle qu'elle ressort de la base de données européenne d’occupation biophysique des sols Corine Land Cover (CLC), est marquée par l'importance des territoires agricoles (86,7 % en 2018), en augmentation par rapport à 1990 (81,8 %). La répartition détaillée en 2018 est la suivante : terres arables (70,8 %), zones agricoles hétérogènes (15,9 %), forêts (10,4 %), zones urbanisées (2,9 %). L'évolution de l’occupation des sols de la commune et de ses infrastructures peut être observée sur les différentes représentations cartographiques du territoire : la carte de Cassini (XVIIIe siècle), la carte d'état-major (1820-1866) et les cartes ou photos aériennes de l'IGN pour la période actuelle (1950 à aujourd'hui).

### Risques majeurs
Le territoire de la commune de Saint-Aubin est vulnérable à différents aléas naturels : météorologiques (tempête, orage, neige, grand froid, canicule ou sécheresse), inondations, mouvements de terrains et séisme (sismicité faible). Un site publié par le BRGM permet d'évaluer simplement et rapidement les risques d'un bien localisé soit par son adresse soit par le numéro de sa parcelle.
Certaines parties du territoire communal sont susceptibles d’être affectées par le risque d’inondation par débordement de cours d'eau, notamment le Louts et le ruisseau de la Gouaougue. La commune a été reconnue en état de catastrophe naturelle au titre des dommages causés par les inondations et coulées de boue survenues en 1999, 2000, 2009, 2014, 2018 et 2020,.
Les mouvements de terrains susceptibles de se produire sur la commune sont des affaissements et effondrements liés aux cavités souterraines (hors mines) et des tassements différentiels. Par ailleurs, afin de mieux appréhender le risque d’affaissement de terrain, un inventaire national permet de localiser les éventuelles cavités souterraines sur la commune.

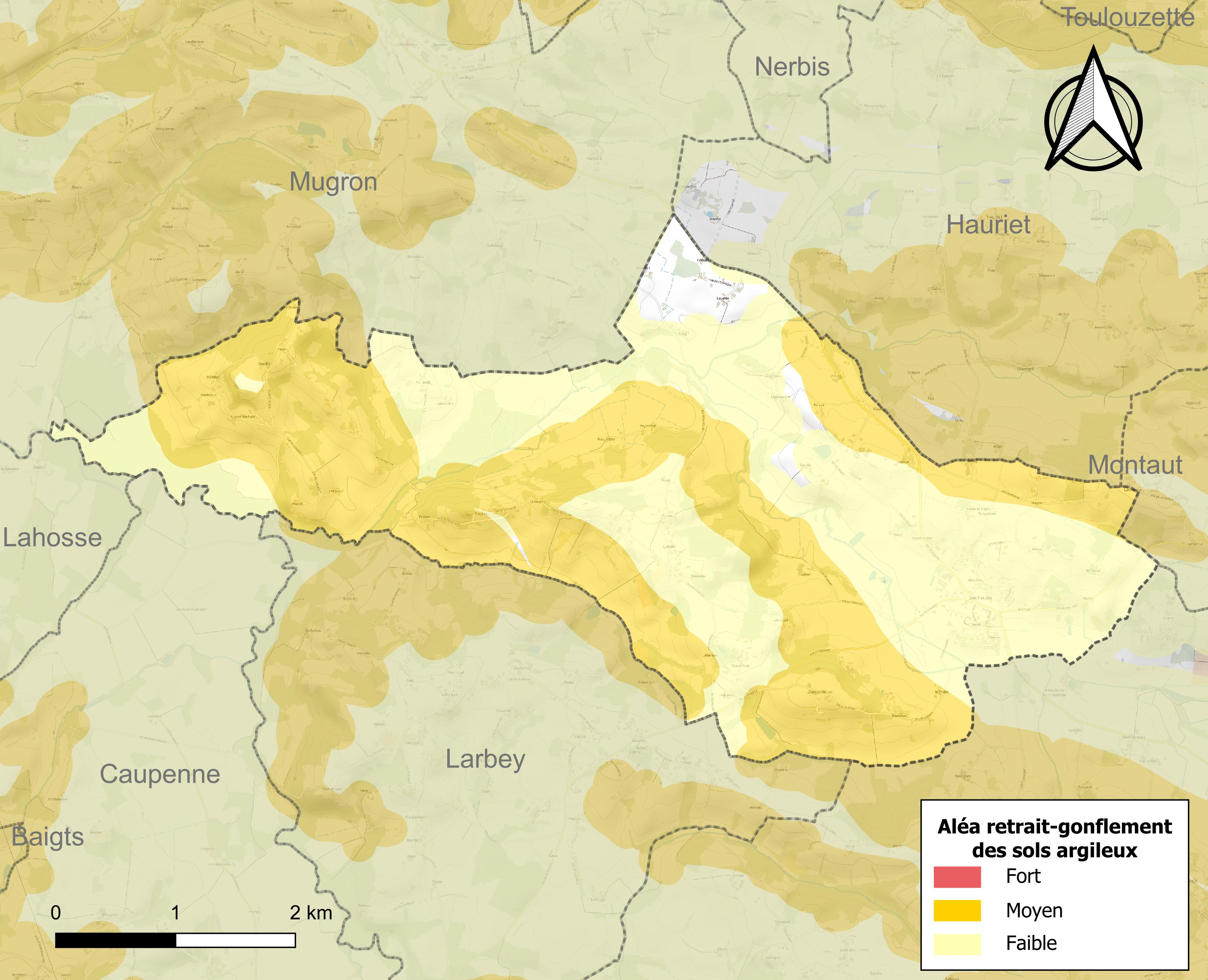
Carte des zones d'aléa retrait-gonflement des sols argileux de Saint-Aubin.

Le retrait-gonflement des sols argileux est susceptible d'engendrer des dommages importants aux bâtiments en cas d’alternance de périodes de sécheresse et de pluie. 51,3 % de la superficie communale est en aléa moyen ou fort (19,2 % au niveau départemental et 48,5 % au niveau national). Sur les 234 bâtiments dénombrés sur la commune en 2019,  76 sont en aléa moyen ou fort, soit 32 %, à comparer aux 17 % au niveau départemental et 54 % au niveau national. Une cartographie de l'exposition du territoire national au retrait gonflement des sols argileux est disponible sur le site du BRGM,.
Concernant les mouvements de terrains, la commune a été reconnue en état de catastrophe naturelle au titre des dommages causés par des mouvements de terrain en 1999 et 2013.

## Politique et administration

### Liste des maires
| Période                                  | Période                  | Identité                   | Étiquette   | Qualité |
| ---------------------------------------- | ------------------------ | -------------------------- | ----------- | --- |
| Les données manquantes sont à compléter. |                          |                            |             | |
| mars 2001                                | janvier 2019 (démission) | Stéphane Delpeyrat-Vincent | PS puis G·s | Attaché territorial Conseiller régional d'Aquitaine (2004 → 2015) Conseiller régional de Nouvelle-Aquitaine (2015 → 2021) Vice-président du conseil régional Président de la CC du Pays de Mugron (2006 → 2017) |
| janvier 2019                             | juin 2020                | Jean-Louis Saubusse        |             | Artisan, ancien adjoint au maire |
| juin 2020                                | En cours                 | Francis Crabos             |             | Chef d'entreprise retraité |

## Démographie
| 1793 | 1800 | 1806 | 1821 | 1831 | 1836 | 1841 | 1846 | 1851 |
| ---- | ---- | ---- | ---- | ---- | ---- | ---- | ---- | ---- |
| 691  | 725  | 930  | 938  | 959  | 873  | 809  | 942  | 938  |

| 1856 | 1861 | 1866 | 1872 | 1876 | 1881 | 1886 | 1891 | 1896 |
| ---- | ---- | ---- | ---- | ---- | ---- | ---- | ---- | ---- |
| 913  | 879  | 858  | 800  | 798  | 819  | 757  | 761  | 728  |

| 1901 | 1906 | 1911 | 1921 | 1926 | 1931 | 1936 | 1946 | 1954 |
| ---- | ---- | ---- | ---- | ---- | ---- | ---- | ---- | ---- |
| 738  | 744  | 714  | 671  | 662  | 628  | 612  | 566  | 539  |

| 1962 | 1968 | 1975 | 1982 | 1990 | 1999 | 2006 | 2011 | 2016 |
| ---- | ---- | ---- | ---- | ---- | ---- | ---- | ---- | ---- |
| 519  | 458  | 453  | 450  | 452  | 457  | 480  | 509  | 501  |

| 2021 | 2022 | - | - | - | - | - | - | - |
| ---- | ---- | - | - | - | - | - | - | - |
| 500  | 500  | - | - | - | - | - | - | - |

## Lieux et monuments
- Église Saint-Aubin de Saint-Aubin.
- Moulin de Poyaller.
- Château de Poyaller.

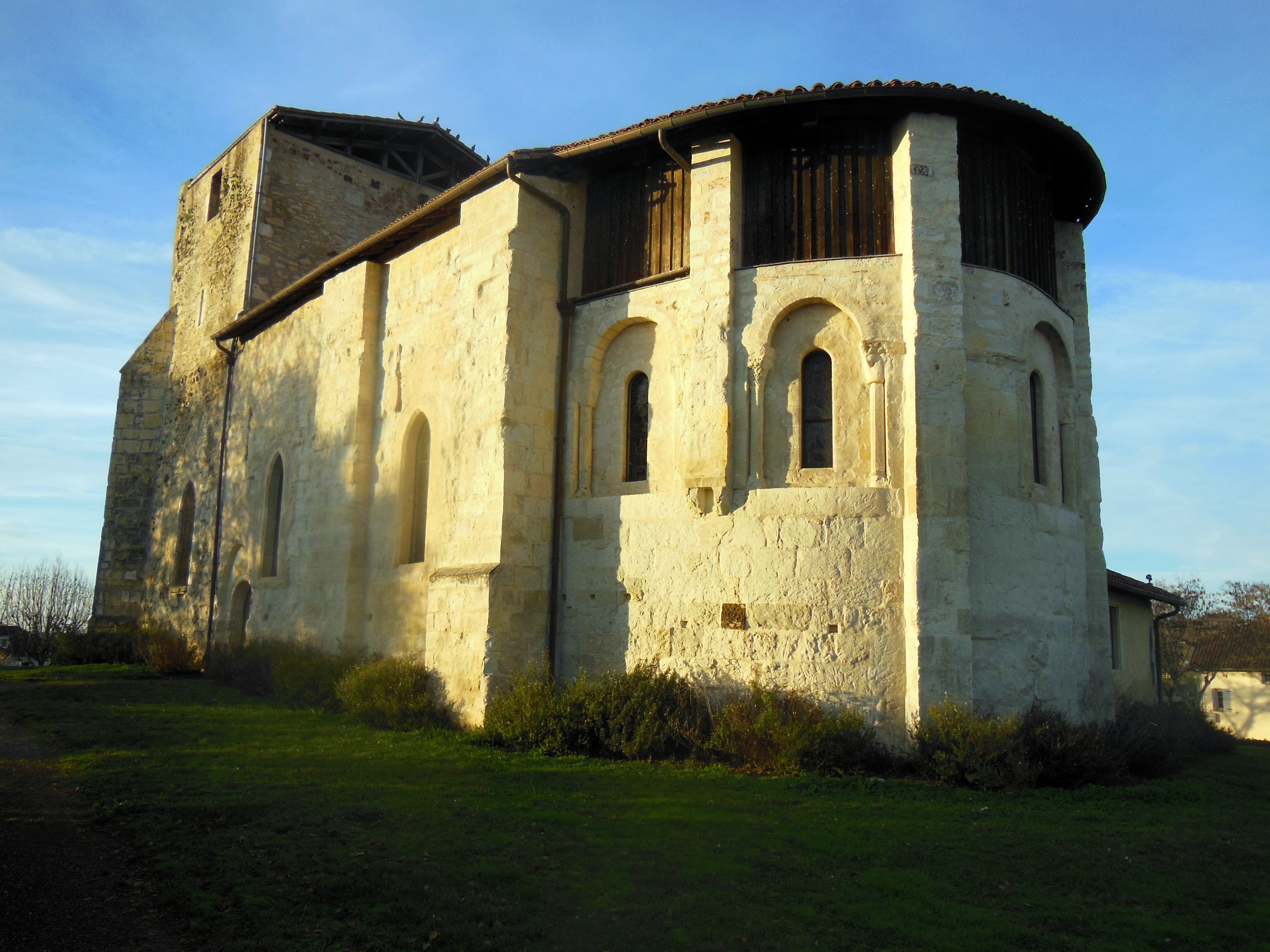
Abside de l'église Saint-Aubin.
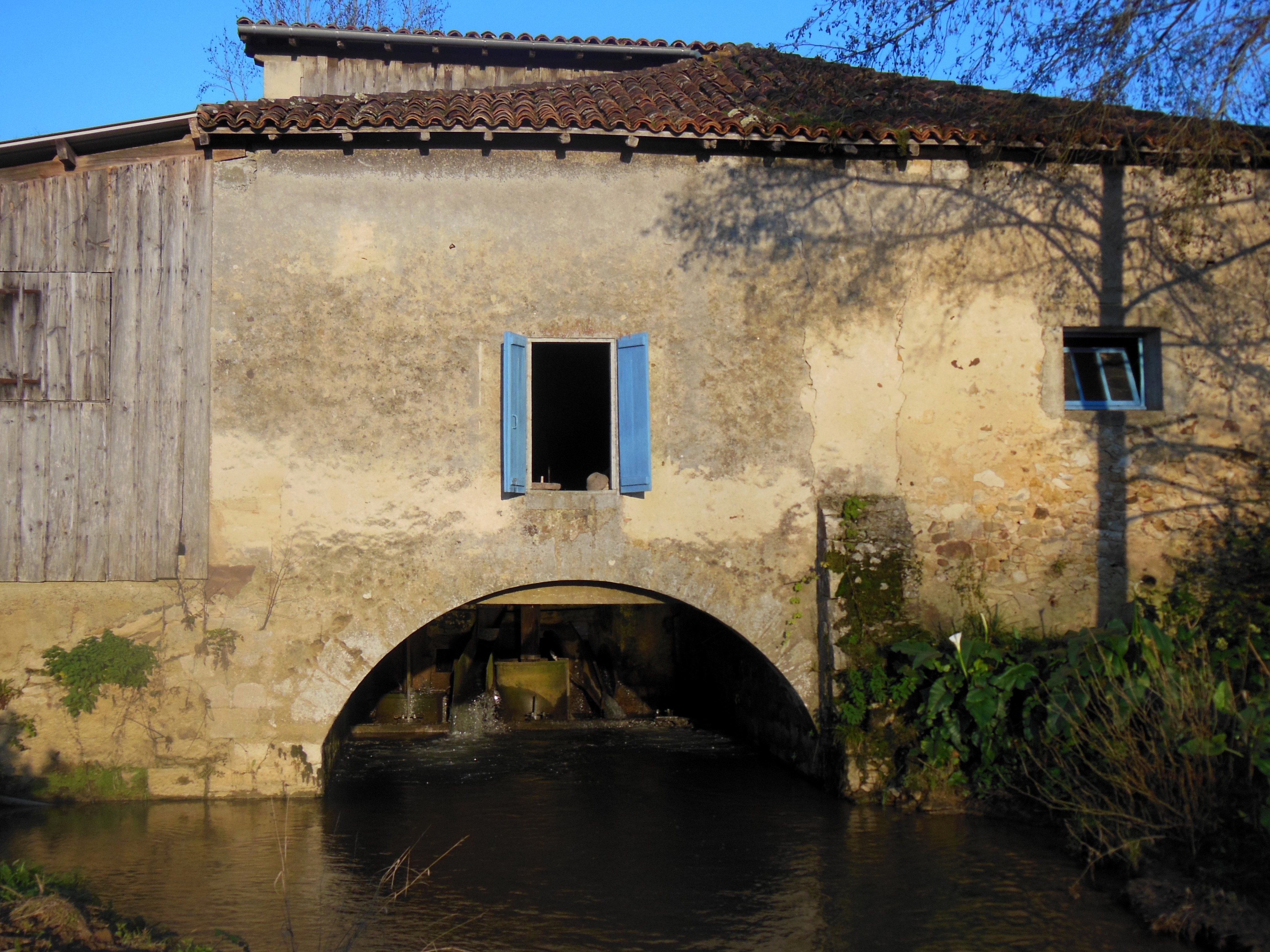
Moulin de Poyaller.
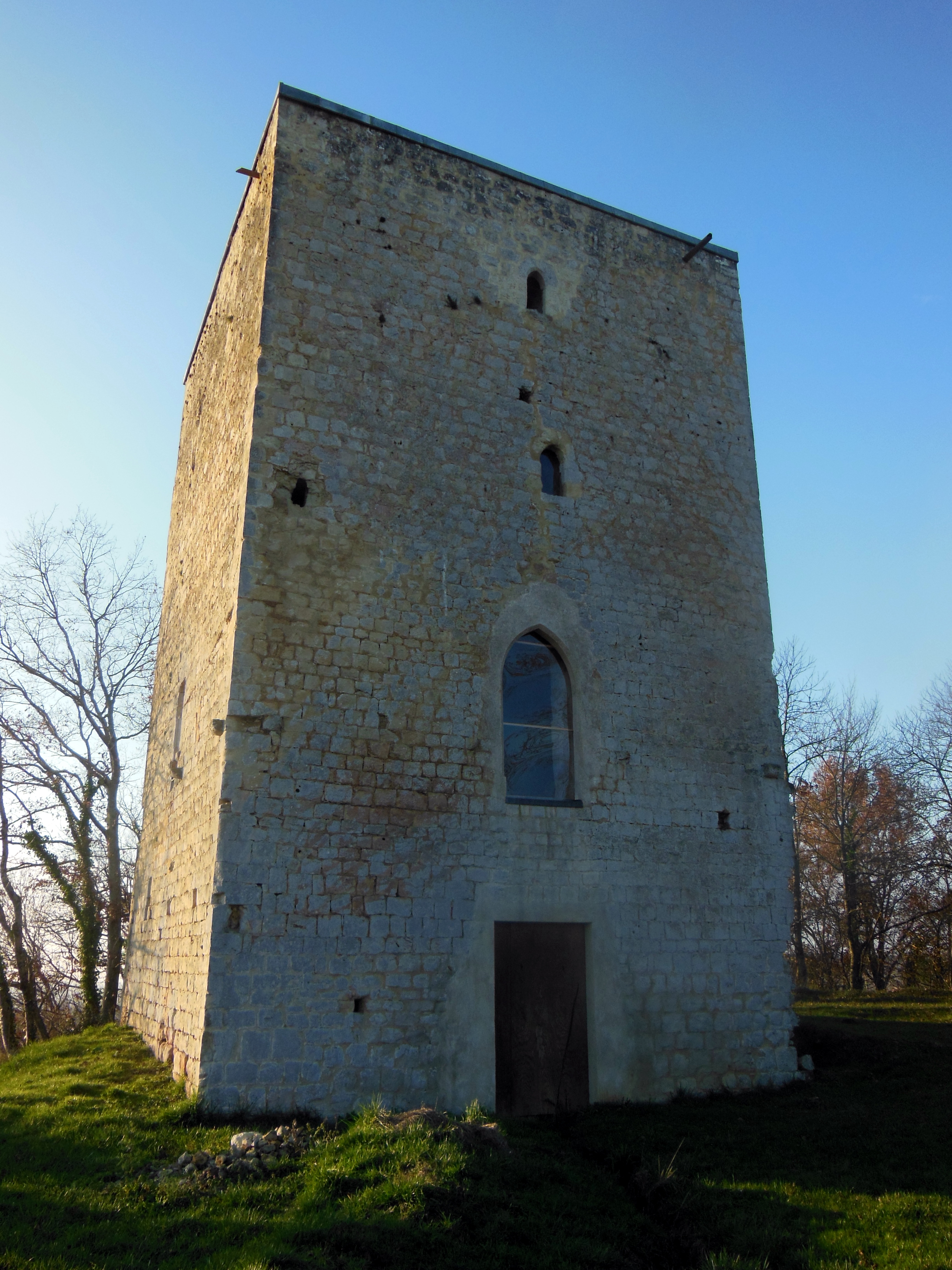
Tour de Poyaller.
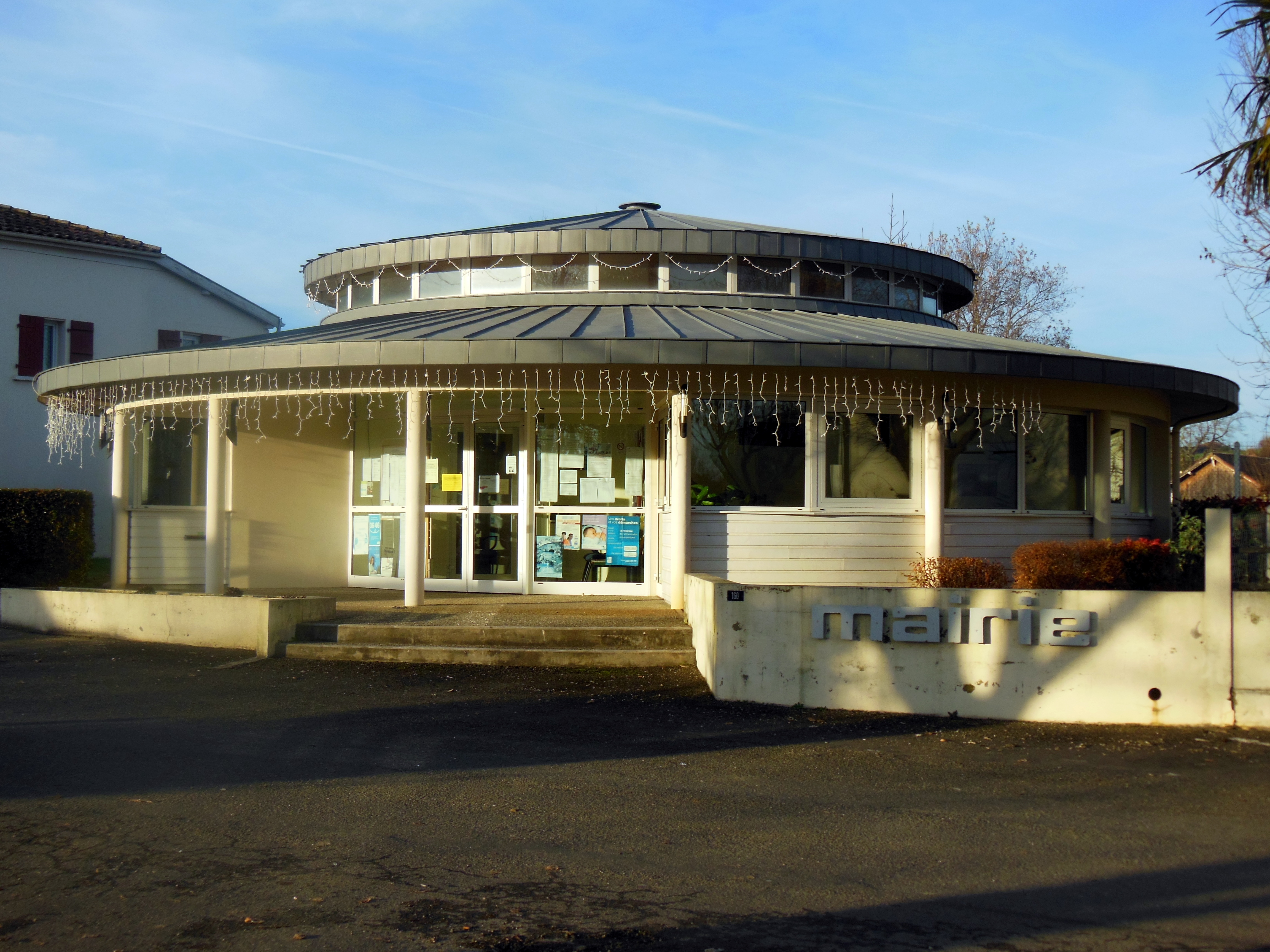
Mairie de Saint-Aubin.
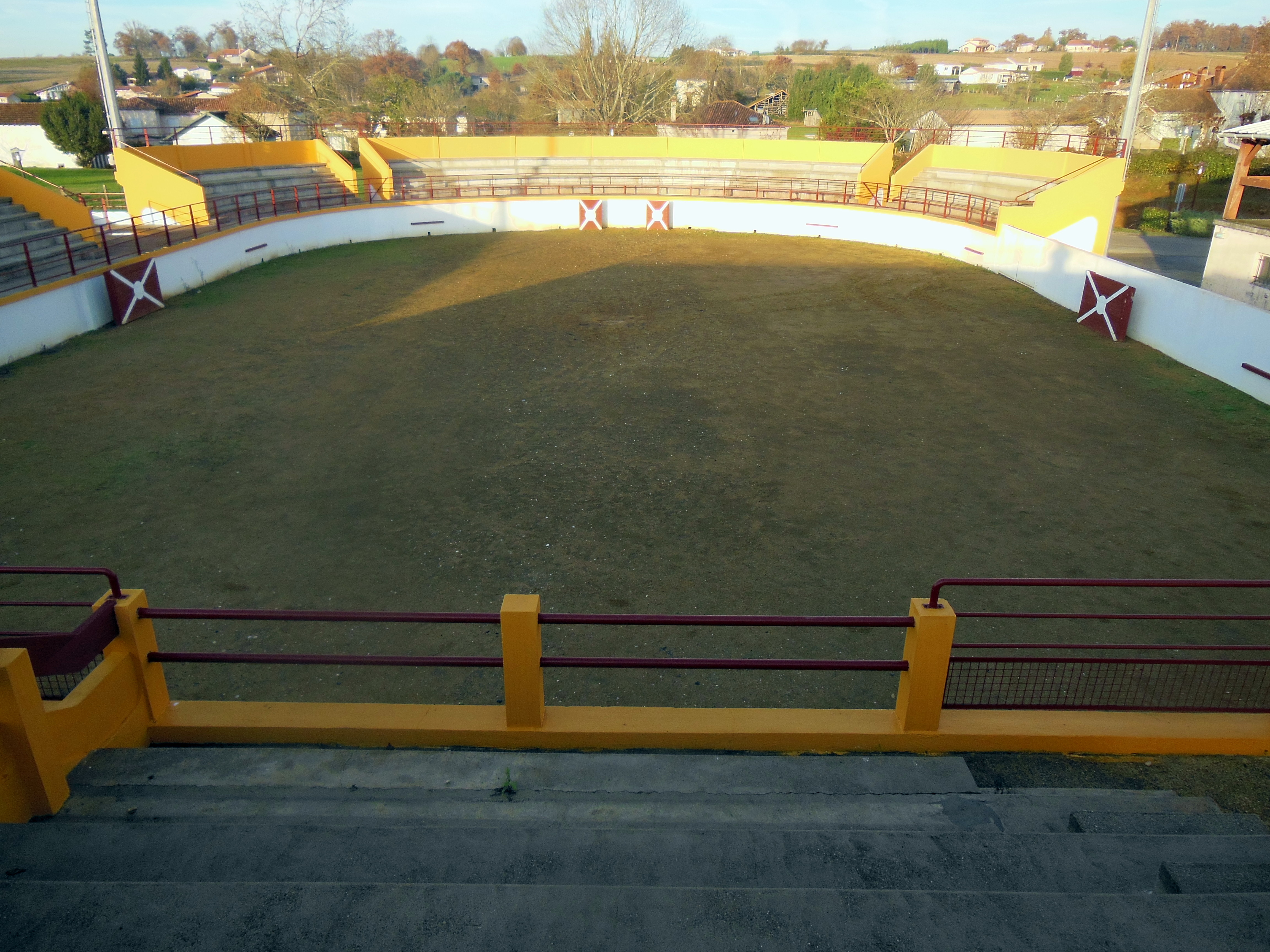
Piste des arènes de Saint-Aubin.
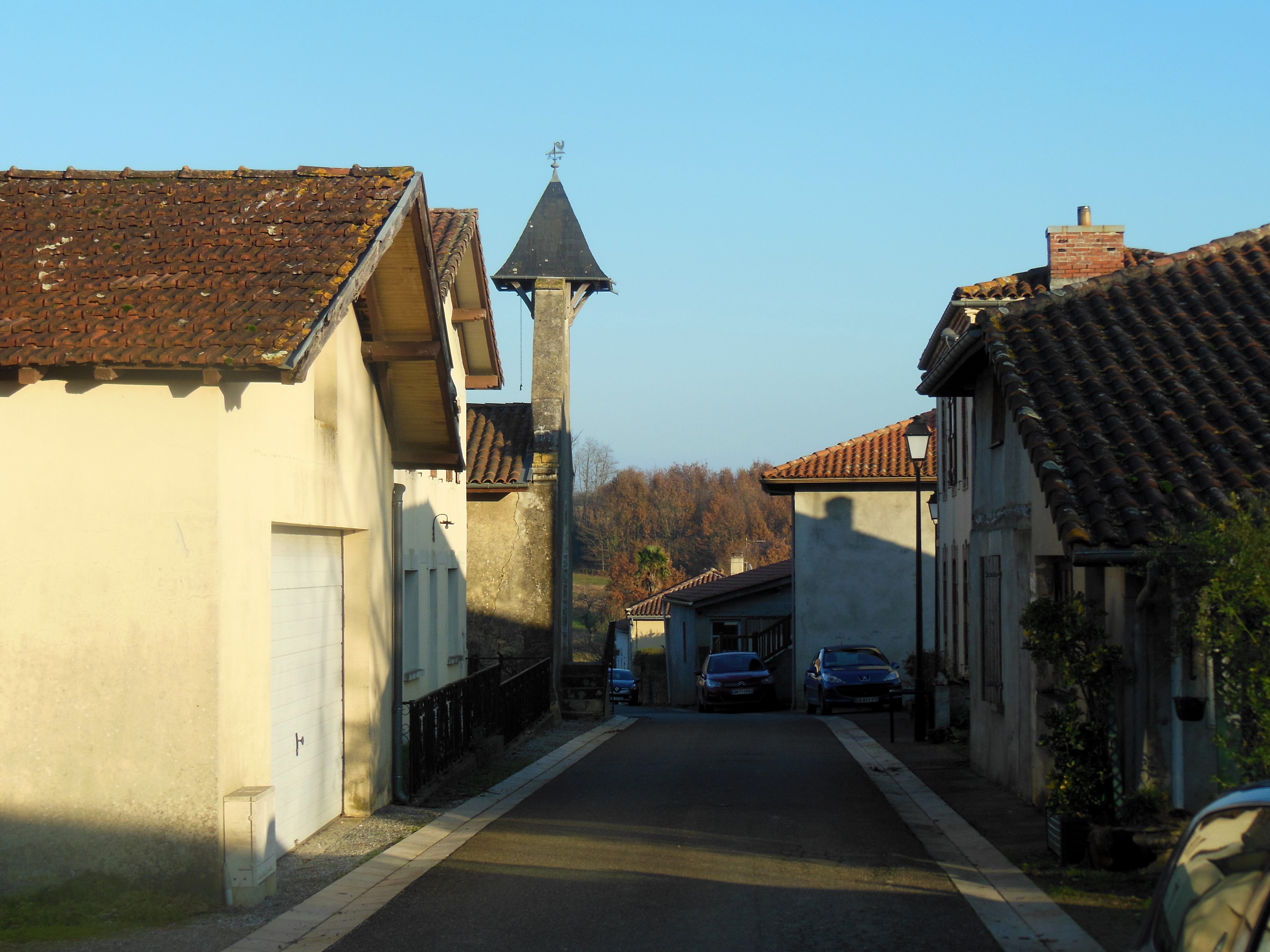
Rue centrale et chapelle de Poyaller.
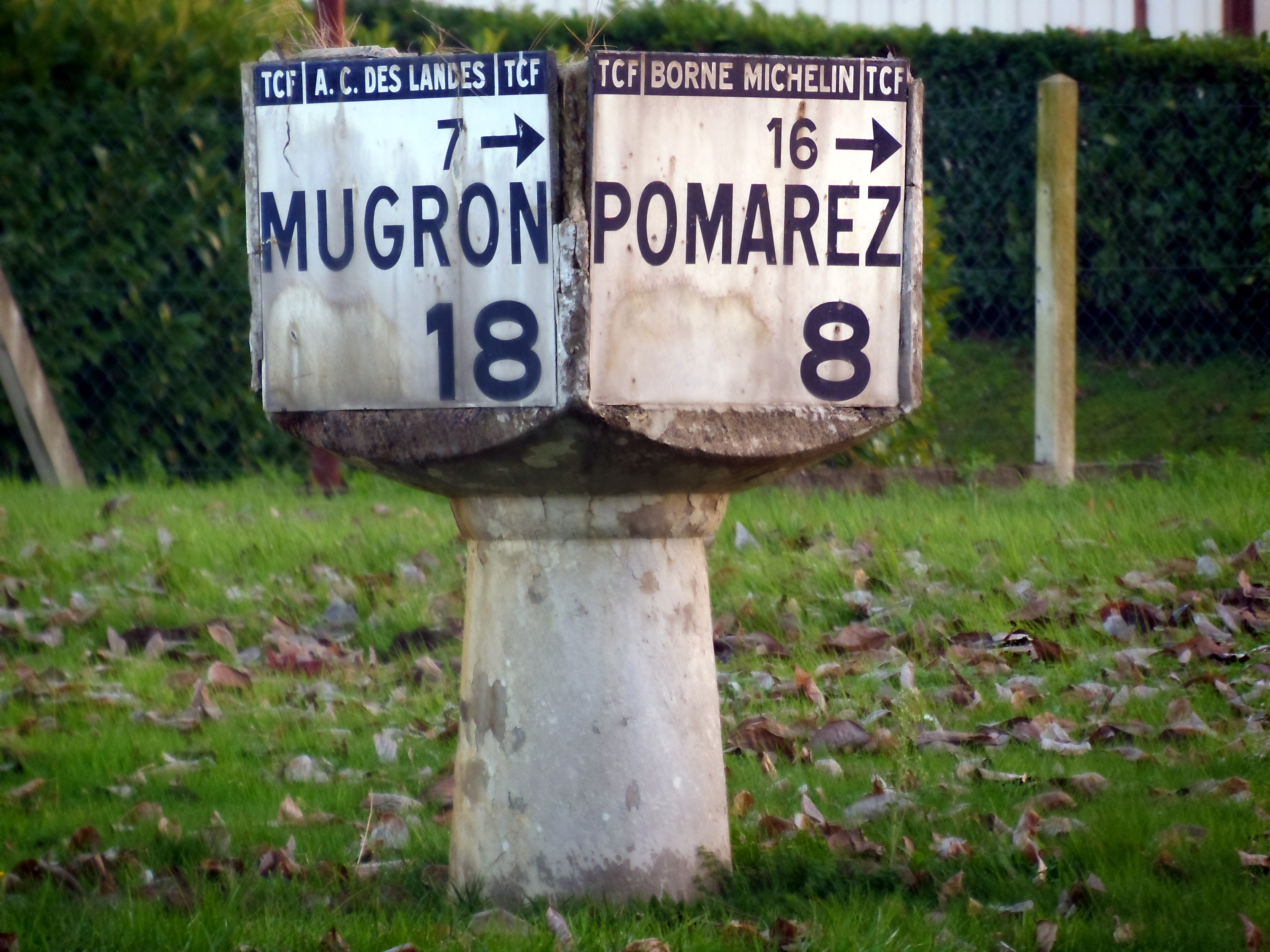
Borne Michelin.